# Jarosław Olechowski
Jarosław Olechowski (ur. w 1982) – polski dziennikarz prasowy i telewizyjny.

## Życiorys
Od 2001 studiował politologię na Uniwersytecie Kardynała Stefana Wyszyńskiego w Warszawie.
Od 2003 pracował dla tygodnika „Newsweek”, jako researcher, potem reporter (jako autor zewnętrzny był związany jeszcze do 2015). Z tej redakcji przeszedł do dziennika „Rzeczpospolita”. Potem jako reporter pracował w TV Puls, gdzie był także jednym z prowadzącym program Puls Raport na przełomie 2007/2008. Stamtąd trafił w tym samym charakterze do Panoramy w TVP2, a następnie do Wiadomości w TVP1 (w obu przypadkach kierowanych ówcześnie przez Jacka Karnowskiego). Od 2008 był reporterem TVP Info. W 2010 relacjonował katastrofę w Smoleńsku z miejsca zdarzenia (we wrześniu 2016 informowano o kradzieży w jego domu wykonanych tam materiałów). W TVP pracował po raz pierwszy do lipca 2010. Po ponad roku, w 2011 ponownie podjął tam pracę.
Od stycznia 2016 ponownie pracował dla Wiadomości. Od 16 maja 2017 był wydawcą Wiadomości, a 13 sierpnia 2017 został p.o. szefa Wiadomości (zastępując na stanowisku odwołaną Marzenę Paczuską). Po rezygnacji Klaudiusza Pobudzina w połowie stycznia 2018 został p.o. dyrektora Telewizyjnej Agencji Informacyjnej, a około 20 sierpnia 2018 na stałe objął to stanowisko. Zapowiadano wówczas powołanie w jego miejsce nowego szefa Wiadomości, aczkolwiek Olechowski będąc już szefem TAI równolegle nadal kierował audycją oraz faktycznie ją nadzorował i pozostawał jednym z jej wydawców (1 maja 2019 nową redaktor naczelną Wiadomości została Danuta Holecka). W 2020 otrzymał Nagrodę Specjalną przyznaną przez Kapitułę Nagród Mediów Publicznych „za cykl programów o koronawirusie na antenie TVP Info”.
W artykule opublikowanym 24 kwietnia 2023 w portalu Onet.pl dziennikarze Kamil Dziubka i Andrzej Stankiewicz opisali kwestię listu rozesłanego w ramach TVP, którego autor krytykował działania prezesa TVP Mateusza Matyszkowicza, przekonując, że to dzięki działaniom TAI rządząca partia Prawo i Sprawiedliwość ma wysokie poparcie w sondażach. Jarosław Olechowski, wskazany jako rzekomy autor tej korespondencji, zaprzeczył, iż napisał ten list. Nazajutrz, 25 kwietnia 2023, pojawił się oficjalny komunikat, że Olechowski został odwołany przez zarząd TVP z funkcji dyrektora TAI, TVP3 i TVP3 Warszawa.
Następnie został zatrudniony jako doradca społeczny w Ministerstwie Aktywów Państwowych. Od czerwca 2023 do stycznia 2024 pełnił jednocześnie funkcję rzecznika prasowego Polskiej Agencji Żeglugi Powietrznej. Do stycznia 2024 był też zatrudniony w Banku Pekao jako doradca wiceprezesa zarządu Piotra Zborowskiego oraz w należącej do Enea S.A. spółce Enea Innowacje jako doradca zarządu.
19 lutego 2024 roku został szefem wydawców Telewizji Republika. Nadzoruje tam m.in. treści programów informacyjnych i publicystycznych. Natomiast w kwietniu tego samego roku został jednym z gospodarzy magazynu satyryczno-publicystycznego Piachem w tryby, nadawanego na antenie tej samej stacji. Od stycznia 2025 wiceprezes i jeden z udziałowców spółki, będącej wydawcą show-biznesowego portalu internetowego Blask Online.